# Polskie Radio Baranowicze
Polskie Radio Baranowicze – regionalna rozgłośnia Polskiego Radia w Baranowiczach, działająca w latach 1938–1939.
Początkowo planowano, że radiostacja ma powstać w Wołkowysku, jednak ostatecznie zdecydowano o zlokalizowaniu jej w Baranowiczach. Siedziba rozgłośni znajdowała się na przedmieściach, przy ul. Gabriela Narutowicza 72. Budowę nadajnika i biura rozpoczęto w lipcu 1937 i ukończono na wiosnę 1939. Autorem projektu budynku był katowicki architekt Tadeusz Eugeniusz Łobos. Wzniesione zostały dwa maszty radiowe (jeden z nich jako maszt główny, drugi jako reflektor) o wysokości 141 i 145 metrów oraz dwa studia radiowe.
Radio zostało uruchomione 1 lipca 1938 i nadawało na częstotliwości 520 kHz, a sygnał o mocy 50 kW był dostępny w promieniu 120 km od nadajnika, co pozwalało na pokrycie większości województwa nowogródzkiego i północnej części poleskiego. Wraz z budową rozgłośni dokonano modernizacji miejscowej elektrowni, ponieważ stacja pobierała dwukrotnie więcej prądu niż dotychczas całe miasto. Rozgłośnia w Baranowiczach rozpoczęła stałą emisję programów 30 października 1938 na falach 577 m.
Jedynym dyrektorem w historii rozgłośni baranowickiej był Zbigniew Cis-Bankiewicz, pracujący także jako spiker. Spikerami stacji byli także Maryla Konzalówna i Stefan Sojecki, a technikami inż. Jerzy Foltański, inż. Roman Rogiński, inż. Borys Niewiadomski, inż. Teofil Terlecki i inż. Adam Twaróg.
W czasie kampanii wrześniowej rozgłośnia została zbombardowana przez Luftwaffe w dniach 14–16 września, 17 września do Baranowicz wkroczyła Armia Czerwona. Po wojnie, na wniosek polskich władz państwowych, nadajnik radiowy z Baranowicz został przekazany Polsce i przeniesiony do Radiostacji Centralnej w Raszynie. Obecnie pomieszczenia biurowe są wykorzystywane przez telewizję białoruską.